# Lopinga jiataii
Lopinga jiataii is een vlinder uit de familie van de Nymphalidae, uit de onderfamilie van de Satyrinae. De soort is voor het eerst wetenschappelijk beschreven door Hao Huang en Zhen-Jun Wu in een publicatie uit 2021.
De soort komt voor in Zuidoost-Tibet.